# Pittosporum huttonianum
Pittosporum huttonianum är en tvåhjärtbladig växtart som beskrevs av Thomas Kirk.
Pittosporum huttonianum ingår i släktet Pittosporum och familjen Pittosporaceae. Inga underarter finns listade i Catalogue of Life.